# Acrobolbus wilsonii
Acrobolbus wilsonii là một loài rêu trong họ Acrobolbaceae. Loài này được Nees mô tả khoa học đầu tiên năm 1844.